# النقل في باريس

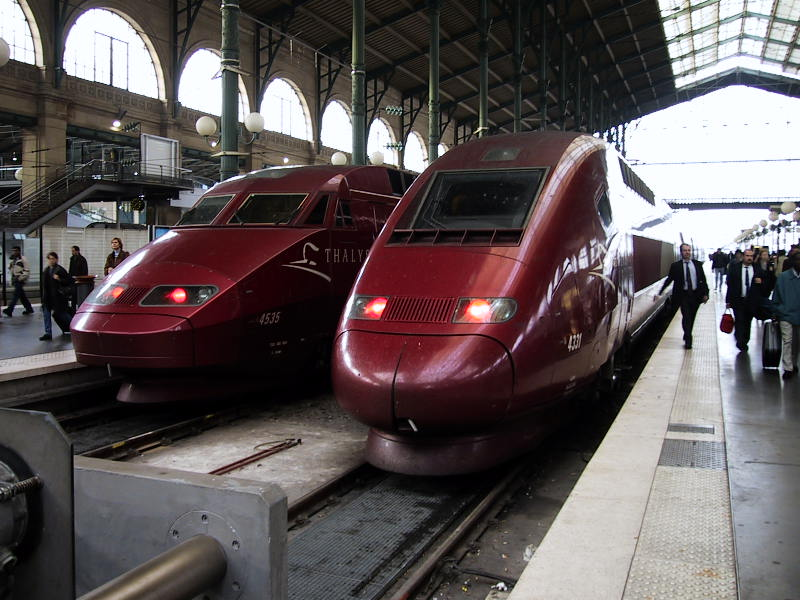
تسافر قطارات Thalys إلى بلجيكا وهولندا وألمانيا في محطة الشمال

باريس هي مركز وطني, مع السفر الجوي, ونظام النقل الدولي المعقد. وقد تم فرض النظام الحديث على خريطة معقدة للشوارع والشوارع الواسعة التي تم تحديدها في مساراتها الحالية في القرن التاسع عشر. على المستوى الوطني, فهي مركز شبكة من الطرق والسكك الحديدية, وعلى المستوى المحلي, فهي مغطاة بشبكة كثيفة من شبكات خدمات الحافلات والترام والمترو.

## الأداء البيئي
تمتلك باريس أحد أنظمة النقل الأكثر استدامة في العالم (تشكل السيارات الخاصة 12% فقط من إجمالي حركة المرور) وهي واحدة من مدينتين فقط حصلتا على جائزة النقل المستدام مرتين (في عامي 2008 و2023). والثاني هو بوغوتا. وقد مُنحت الجائزة للجهود المستمرة لتوسيع شبكات النقل النشطة, بما في ذلك المخصصة خصيصًا لمساعدة الأطفال والنساء والأشخاص ذوي الإعاقة. بحلول عام 2026, يجب تحويل نصف مواقف السيارات إلى مساحات خضراء وممرات للدراجات ومساحات تستخدم للتنقل المشترك وملاعب.
وفقًا لمسح أجراه المعهد الوطني للإحصاءات والدراسات الاقتصادية لعام 2018, يستخدم غالبية الباريسيين (64.3%) وسائل النقل العام للوصول إلى العمل. فقط 10.6 بالمائة انتقلوا إلى العمل بالسيارة. 10.5 بالمائة مشوا أو استخدموا الزلاجات؛ 5.5 بالمائة يتنقلون بالدراجة؛ و 4.4 بالمائة يتم نقلها بالدراجة النارية.
ويتم مضاعفة ممرات الدراجات, في حين يتم إنشاء حوافز للسيارات الكهربائية. تحظر العاصمة الفرنسية استخدام السيارات الأكثر تلويثا للبيئة في المناطق الرئيسية. وخلال عام واحد فقط, ارتفع استخدام الدراجات بنسبة 54%.
في عام 2022, أنهت منظمة "أدوات التغيير" دراسة حالة بارزة حول نظام النقل في باريس. وفقًا للدراسة خلال الأعوام 2010-2020, انخفضت حصة الوسائط من السيارات في باريس من 12.8% إلى 6% بينما ارتفعت حصة الوسائط من وسائل النقل النشطة (المشي وركوب الدراجات) من 55.4% إلى 68% (أكثر مما كانت عليه في كوبنهاغن وبرشلونة). ) بسبب مجموعة من البرامج الحكومية والمحلية. على النقيض من ذلك, ارتفعت حصة الوسائط من السيارات في منطقة متروبول دو غراند باريس بأكملها في تلك السنوات من 39.5% إلى 43% وانخفضت حصة الوسائط من وسائل النقل النشطة من 40.3% إلى 36%. انخفض استخدام وسائل النقل العام في باريس وارتفع قليلاً في مدينة باريس.

## الشوارع والطرق
تشتهر باريس بعدم الخطية في خريطة شوارعها, فهي مدينة نمت "بشكل طبيعي" حول الطرق المؤدية إلى الضواحي والوجهات البعيدة. خلقت قرون من هذا النمو الديموغرافي مدينة ضيقة, تشبه المتاهة وغير صحية, حتى التجديد الحضري في أواخر القرن التاسع عشر, الذي أشرف عليه جورج يوجين هوسمان, أدى إلى ظهور الشوارع الواسعة التي نراها هناك اليوم. ظل هذا دون تغيير نسبيًا حتى السبعينيات, وتم إنشاء الطرق السريعة عبر المدن والمحيطات.
في الآونة الأخيرة, بدأت المدينة عمليات تجديد لإعطاء الأولوية لأنظمة النقل العام, وأنشأت ممرات مخصصة للحافلات وسيارات الأجرة, ومؤخرًا لراكبي الدراجات, مما أدى إلى تضييق الممرات المخصصة للسيارات ومركبات التوصيل. وعلى الرغم من تقليل تدفق حركة المرور داخل المدينة نفسها, إلا أن هذا التعديل المروري يؤدي غالبًا إلى ازدحام مروري على طرق بوابة العاصمة.

## أنظر أيضا
- اقتصاد باريس
- تاريخ باريس
- الهيئة المستقلة للنقل في باريس
- السياحة في باريس
- النقل في فرنسا
- الشركة الوطنية للسكك الحديدية
- ترانسيليان